# زدوبنیتسه
زدوبنیتسه (به چکی: Zdobnice) یک منطقهٔ مسکونی در جمهوری چک است که در شهرستان ریخنوف ناد کنیژنوو واقع شده‌است.